# Дзирагеули
Дзирагеули (груз. ძირაგეული) — село в Грузии, на территории Амбролаурского муниципалитета края (мхаре) Рача-Лечхуми и Нижняя Сванетия.

## География
Село находится в северной части Грузии, на правом берегу реки Риони, на расстоянии 3 километров к северо-западу от города Амбролаури, административного центра муниципалитета. Абсолютная высота — 642 метра над уровнем моря.

## Население
По результатам официальной переписи населения 2014 года, в Дзирагеули проживало 237 человек (108 мужчин и 129 женщин). В национальной структуре населения грузины составляли 99,6 %, украинцы — 0,4 %.
| Год  | Население, человек |
| ---- | ------------------ |
| 2002 | 367                |
| 2014 | ↘ 237              |